# Gorron
Gorron [ɡɔʁɔ̃] ist eine französische Gemeinde mit 2.475 Einwohnern (Stand: 1. Januar 2022) im Département Mayenne in der Region Pays de la Loire. Die Gemeinde gehört zum Arrondissement Mayenne und zum Kanton Gorron. Die Einwohner werden Gorronais genannt.

## Geographie
Gorron liegt am Fluss Colmont. Umgeben wird Gorron von den Nachbargemeinden Saint-Aubin-Fosse-Louvain im Nordwesten und Norten, Lesbois im Norden, Saint-Siméon im Nordosten, Couesmes-Vaucé im Nordosten und Osten, Brecé im Osten und Süden, Colombiers-du-Plessis im Süden und Südwesten sowie Hercé im Westen.
Durch die Gemeinde führt die frühere Route nationale 806.

## Bevölkerungsentwicklung
| 1962                       | 1968 | 1975 | 1982 | 1990 | 1999 | 2006 | 2019 |
| -------------------------- | ---- | ---- | ---- | ---- | ---- | ---- | ---- |
| 2321                       | 2400 | 2511 | 2825 | 2837 | 2894 | 2759 | 2552 |
| Quellen: Cassini und INSEE |      |      |      |      |      |      |      |

## Sehenswürdigkeiten

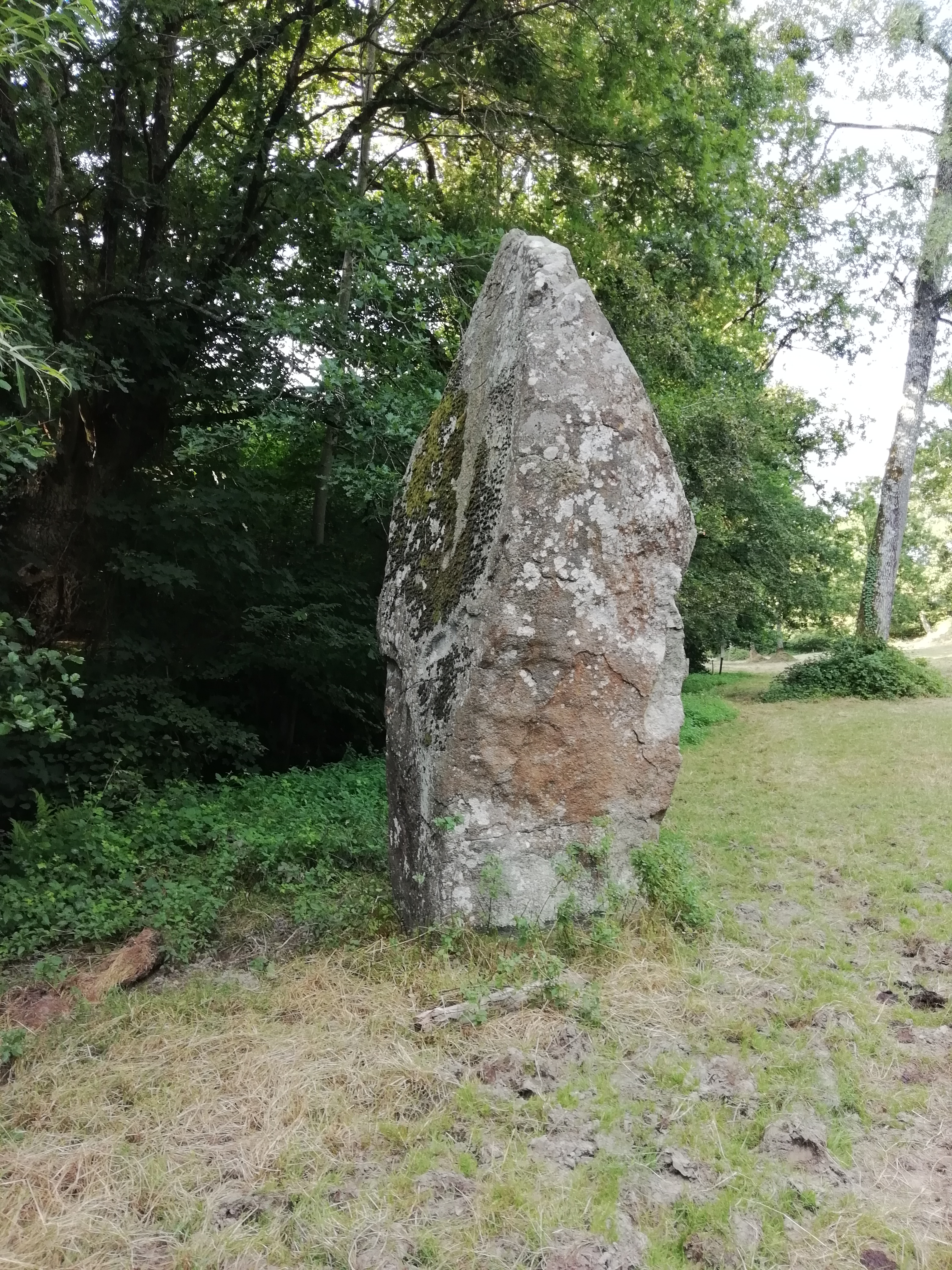
Menhir La Roche

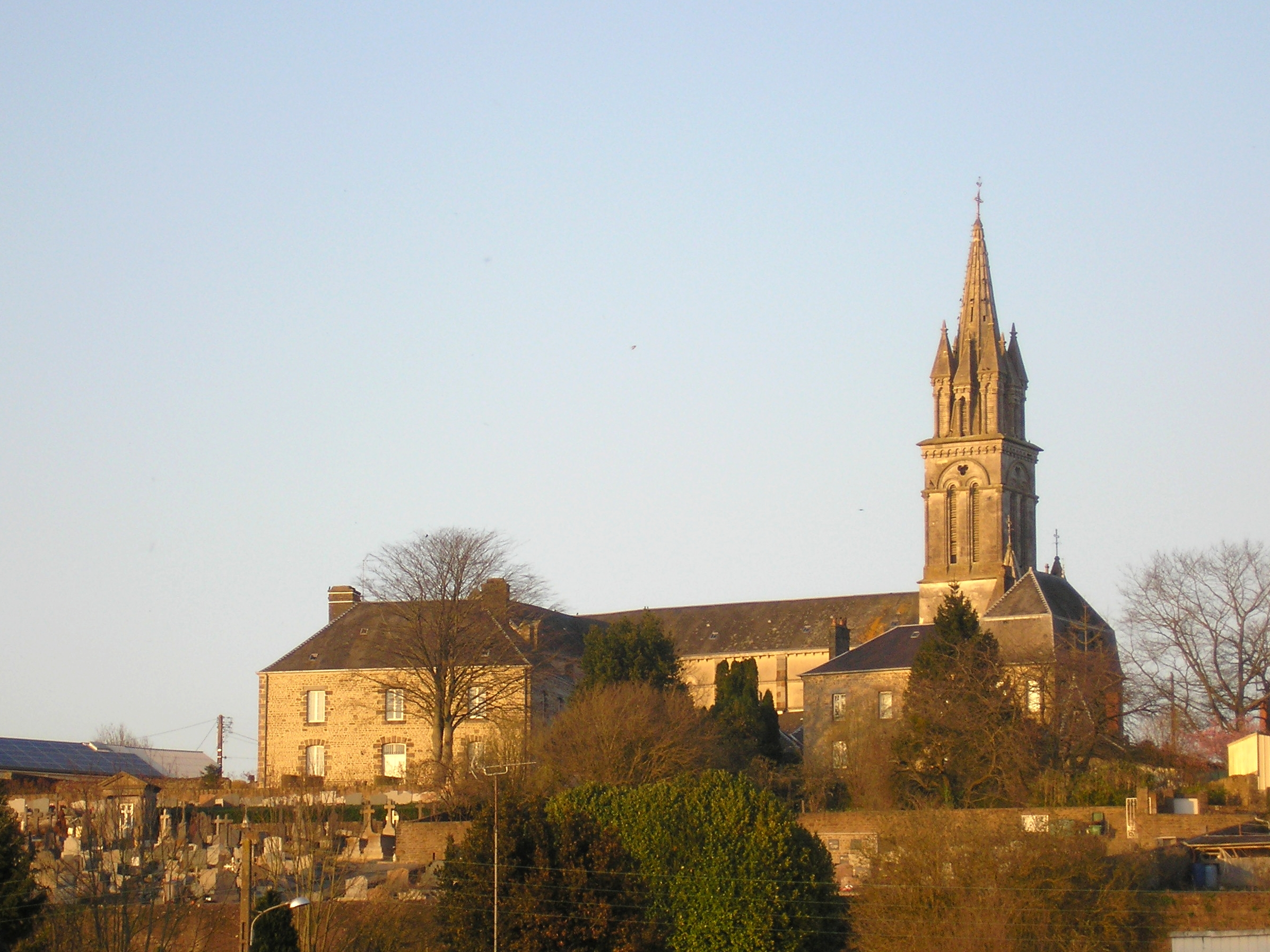
Kirche Saint-Martin

- Menhir La Roche, seit 1978 Monument historique
- Kirche Saint-Martin, 1868 bis 1875 erbaut
- Kapelle Notre-Dame-du-Bignon
- Kapelle Saint-Étienne
- Hippodrom

## Persönlichkeiten
- Nicolas de Gorron (gest. 1295), Dominikaner
- Jean-Jacques Garnier (1729–1805), Historiker
- Philippe Redon (1950–2020), Fußballspieler und -trainer
- Michel Cougé (* 1954), Fußballspieler

## Gemeindepartnerschaften
Mit der deutschen Gemeinde Schwaikheim in Baden-Württemberg seit 1989 und der britischen Gemeinde Hayling Island in Hampshire (England) seit 2000 bestehen Partnerschaften.